# Newark Museum of Art
Il Newark Museum of Art (NMOA), ufficialmente The Newark Museum of Art, è un museo d'arte dell'omonima città del New Jersey, negli Stati Uniti d'America. 
Ricordato per essere il più grande museo del New Jersey, il Newark Museum of Art custodisce oltre 100.000 opere d'arte provenienti dall'Africa, le Americhe e l'Asia (in particolar modo dal Tibet) e di artisti contemporanei statunitensi. Inoltre, il Newark Museum of Art conserva 200.000 reperti e campioni scientifici e dispone di un planetario.

## Storia
Fondato da John Cotton Dana nel 1909, il museo era situato al quarto piano della Newark Public Library. Negli anni venti, grazie ai contributi finanziari del filantropo Louis Bamberger, venne trasferito a Washington Park (oggi Harriet Tubman Square), in un edificio progettato da Jarvis Hunt. Da allora, Newark Museum ha continuato a espandersi. Nel 1952 venne aperto al pubblico il planetario del Newark Museum. Per una ventina di anni fino al 2010, il museo disponeva di un piccolo zoo. L'ingresso principale dell'edificio venne temporaneamente chiuso dal 1997 al 2018 per ridurre quanto possibile gli effetti del cambio di umidità e di temperatura. Dal 2019 il museo prende il nome di "The Newark Museum of Art".